# ディックスクロキ
株式会社ディックスクロキ（英称:DIX KUROKI Co., Ltd.）は、福岡市中央区に本社を置いていた不動産会社。北部九州を中心に東京・札幌・愛知・大阪などでマンション開発やマンション管理、建築請負やホテルなどの不動産開発を手掛けていた。2008年11月14日 福岡地方裁判所に民事再生手続開始申立を行い、経営破綻した。なお、現存する同名の企業については後述する。

## 沿革
- 1984年 福岡市博多区対馬小路にて黒木公益計算事務所（後の株式会社黒木事務所）を創業。
- 1991年 福岡市中央区平和に株式会社クロキビルディングを設立。
- 1997年 株式会社黒木事務所と株式会社クロキビルディングを合併し、商号を株式会社ディックスクロキに変更。
- 2000年 本社機能を福岡市中央区高砂に移転。 ジャスダックに株式を上場。
- 2006年 株式分割を実施。
- 2008年11月14日 福岡地方裁判所に民事再生手続開始申立を行い、受理される。負債総額は約181億円。

## 現在の「ディックスクロキ」について
- 倒産後、祖業であったマンションの賃貸管理事業については、受け皿として設立された新会社「株式会社DIX（ディックス）」に譲渡される形で存続した。
- 一方、ディックスクロキの創業者・黒木透氏は、倒産後その経営責任を取る形で新会社には一切関与せず、収益ビルの供給と管理を事業内容とする「Dipro株式会社」を独力で新たに設立した。
- よって、旧ディックスクロキを復活させてカンボジアに進出しDIXCAM　INTERNATIONAL CO.,LTDを設立、ホテル、レストラン、賃貸アパート、戸建て賃貸を建設一部営業を開始しており26年11月には全ての事業が始動する。

## テレビ番組
- 日経スペシャル ガイアの夜明け 復活する土地神話（2004年11月9日、テレビ東京）[1]